# Tanizruft

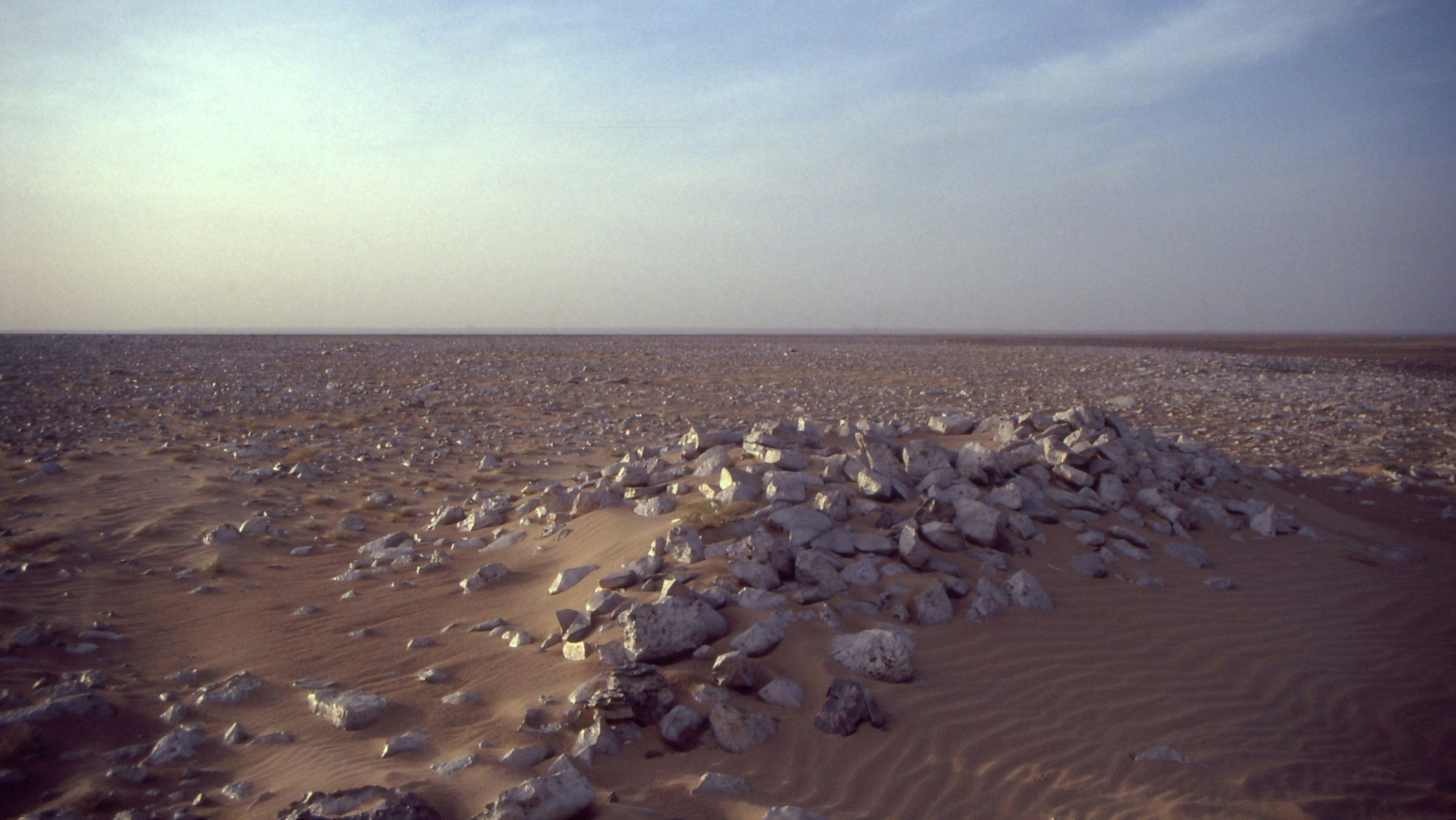
Krajobraz Tanizruftu w Mali

Tanizruft (Tanazruft, fr. Tanezrouft, arab. تنزروفت) – pustynia skalista, w zachodniej części Sahary, na pograniczu Algierii i Mali, położona na zachód od gór Ahaggar.
Przez pustynię przebiega transsaharyjska droga prowadząca z Baszszaru w Algierii do Gao w Mali.
Obszar Tanizruftu zamieszkany jest przez nielicznych Tuaregów.

## Geografia
Zajmujący ok. 500 tys. km² Tanizruft jest obszarem niesprzyjającym życiu. Brak tu nawet ubogiej flory, jaką można znaleźć w innych rejonach pustynnych.
Większość obszaru pustyni należy do Algierii. Na terytorium Mali sięga ona pasm osobliwie ukształtowanych gór Adrar des Iforas osiągających wysokość do 900 m n.p.m. Na wschodzie Tanizruft dochodzi do podnóża masywu Al-Hadżdżar, a na północy do wydm Erg Szasz.
Tanizruft jest najgorętszą pustynią świata. Temperatury podczas dnia przekraczają tu 50 °C, podczas gdy noce są wyjątkowo zimne. Deszcze praktycznie się nie zdarzają.

## Szlak handlowy

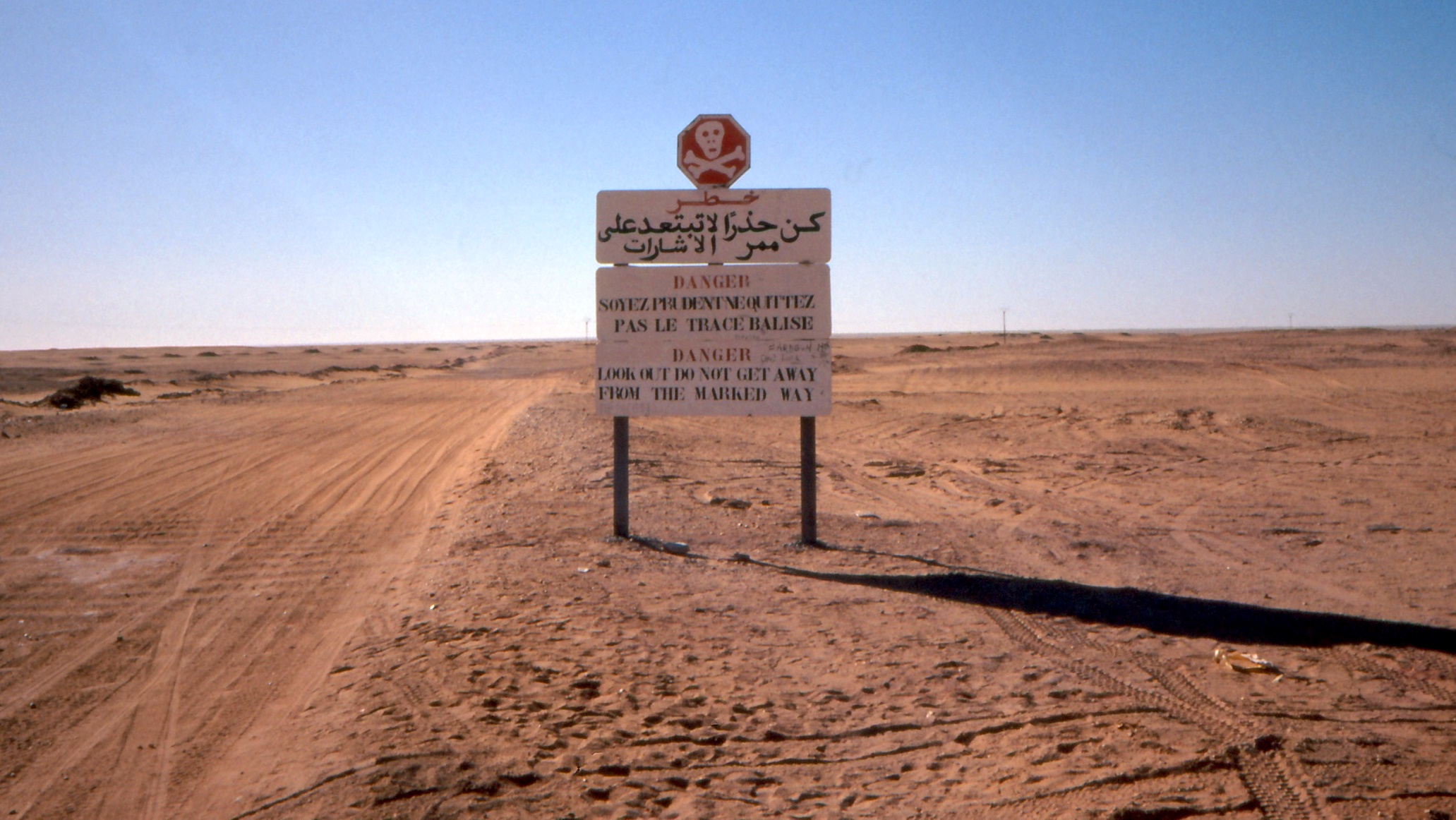
Początek drogi prowadzącej przez Tanizruft po stronie algierskiej. Znak ostrzega przed zbaczaniem z wyznaczonej trasy.

Przez Tanizruft wiedzie jeden z najstarszych i najkrótszych szlaków handlowych przecinających Saharę i łączących północnoafrykańskie wybrzeże Morza Śródziemnego z urodzajną Afryką Zachodnią nad Oceanem Atlantyckim.
Już w średniowieczu szlakami przez Tanizruft wędrowały karawany zmierzające z Timbuktu i Gao, dwóch ważnych miast doliny Nigru, do algierskich oaz na północy Afryki. Z wybrzeża Afryki Zachodniej wieziono w górę kontynentu kamienie szlachetne, złoto, kość słoniową i niewolników. W drodze powrotnej karawany były obładowane zbożem i tkaninami.
Podróż przez bezludną krainę nie należała do łatwych zadań. Wielka Karawana, która w 1809 r. wyruszyła przez Tanizruft, zakończyła się największą tragedią w dziejach Sahary. 2000 osób oraz 1800 wielbłądów zginęło z pragnienia, gdy zabłądziła w suchych bezkresach i nie odnalazła źródeł wody.
Dziś jeden z czterech najważniejszych szlaków handlowych Sahary wiedzie przez sam środek Tanizruftu.